# Asparagus pastorianus
Asparagus pastorianus és una espècie de planta de la família de les Asparagàcies nativa de les Illes Canàries. És un arbust perenne propi de comunitats de pi bassal i, en menor mesura, de matollar termòfil.
És un arbust enfiladís i de port embolicat i aparença espinosa. Es diferencia de la resta d'espècies del gènere per tenir esperons fortament espinosos, d'uns 5mm, amb cladodis agrupats a les axiles dels esperons; i es coneix com a esparraguera "espinablanca".
Es distribueix per tota les illes menys en El Hierro i La Palma.

## Taxonomia
Asparagus pastorianus va ser descrita per Webb, Philip Barker Berthelot, Sabin

### Etimologia
- Asparagus: prové del clàssic llatí "sparagus".[3]
- pastorianus: espècie dedicada a L.Pastor, canari col·laborador de Pierre Marie Auguste Broussonet en les seves herboritzacions.[4]